# Antodice venustula
Antodice venustula là một loài bọ cánh cứng trong họ Cerambycidae.